# هوفهایم ام تانوس
شهر هوفهایم ام تانوس در ایالت هسن در کشور آلمان واقع شده‌است.